# Catherine, princezna z Walesu
Catherine, princezna z Walesu (rozená Catherine Elizabeth Middletonová, nepřechýleně Middleton; * 9. ledna 1982 Reading, Berkshire; známá též jako Kate), je členka britské královské rodiny. Je manželkou následníka britského trůnu prince Williama a předpokládanou budoucí královnou manželkou.
Vyrostla ve vesnici Chapel Row, části Bucklebury blízko Newbury v anglickém hrabství Berkshire. Studovala dějiny umění na Univerzitě v St Andrews ve Skotsku, kde v roce 2001 potkala Williama. Jejich zasnoubení bylo oznámeno v listopadu 2010. Jejich svatba proběhla 29. dubna 2011 ve Westminsterském opatství. Děti páru – princ George, princezna Charlotte a princ Louis z Walesu – jsou druhé, třetí a čtvrté v linii nástupnictví na britský trůn.
Kněžna z Walesu je patronkou více než 20 charitativních a vojenských organizací, včetně Action for Children, SportsAid a Národní portrétní galerie v Londýně. Ve své charitativní práci se zaměřuje na otázky týkající se malých dětí, závislostí a umění prostřednictvím Královské nadace. Aby princezna povzbudila lidi, aby se otevřeli se svými problémy s duševním zdravím, představila kampaň na povědomí o duševním zdraví „Hlavy společně“, kterou zahájili vévoda a princ Harry v dubnu 2016. Média říkají Catherininu dopadu na britskou a americkou módu „efekt Kate Middleton“. V roce 2012 a 2013 byla časopisem Time zařazena na seznam 100 nejvlivnějších lidí světa.

## Život
Catherine Elisabeth Middleton se narodila v Royal Berkshire Hospital v Readingu 9. ledna 1982 do rodiny vyšší střední třídy. Byla pokřtěna v místním farním kostele sv. Ondřeje v Bradfieldu 20. června 1982. Je nejstarší ze tří dětí Micheala Middletona (narozen 1949) a jeho ženy Carole (rozená Goldsmithová, 1955), bývalé dispečerky letecké dopravy a stevardky, která v roce 1987 založila Party Pieces, soukromou zásilkovou společnost, která prodává zboží a dekorace na oslavy v odhadované hodnotě 30 milionů £. Rodina jejího otce má vazby na britskou aristokracii a finančně těží ze svěřeneckých fondů, které založily před více než 100 lety. Má mladší sestru Pippu a mladšího bratra Jamese.
Rodina žila od května 1984 do září 1986 v Ammánu v Jordánsku, kde její otec pracoval pro British Airways. Middleton navštěvovala anglickou mateřskou školu. Když se její rodina v roce 1986 vrátila do Berkshire, byla ve čtyřech letech zapsaná do St Andrew's School, soukromé školy blízko Pangbourne v Berkshire. V pozdějších letech tam nastoupila na částečný boarding. Dále studovala na Downe House School. Také byla na internátu na Marlborough College, koedukované nezávislé internátní škole ve Wiltshire; Middleton prokázala talent ve sportu a byla kapitánkou ženského týmu pozemního hokeje. Po studiích absolvovala gap year, studovala na Britském institutu ve Florencii v Itálii a vycestovala do Chile, aby se zúčastnila mezinárodního programu Raleigh. V létě před univerzitou pracovala jako plavčice v přístavu Southampton. Middleton se následně zapsala na Univerzitu v St Andrews ve Fife ve Skotsku, kde studovala historii umění. Krátce studovala také psychologii, ale poté se zaměřila pouze na dějiny umění. Během studií pracovala na částečný úvazek jako servírka. Během studia na univerzitě získala zlatou cenu vévody z Edinburghu. Middleton byla aktivní členkou klubu The Lumsden Club, který každý rok pořádal sbírky a komunitní projekty. V roce 2005 Middleton promovala na Univerzitě v St Andrews s vysokoškolským magisterským titulem z dějin umění.
Po univerzitě pracovala ve společnosti svých rodičů Party Pieces a v listopadu 2006 byla zaměstnána na částečný úvazek v módním domě Jigsaw jako asistentka nákupčího. V roce 2008 uvedla značku First Birthdays, značku pro děti u Party Pieces.
V roce 2017 se stala patronkou britského tenisového svazu The Lawn Tennis Association a londýnského All England Lawn Tennis and Croquet Clubu.

### Manželství s princem Williamem

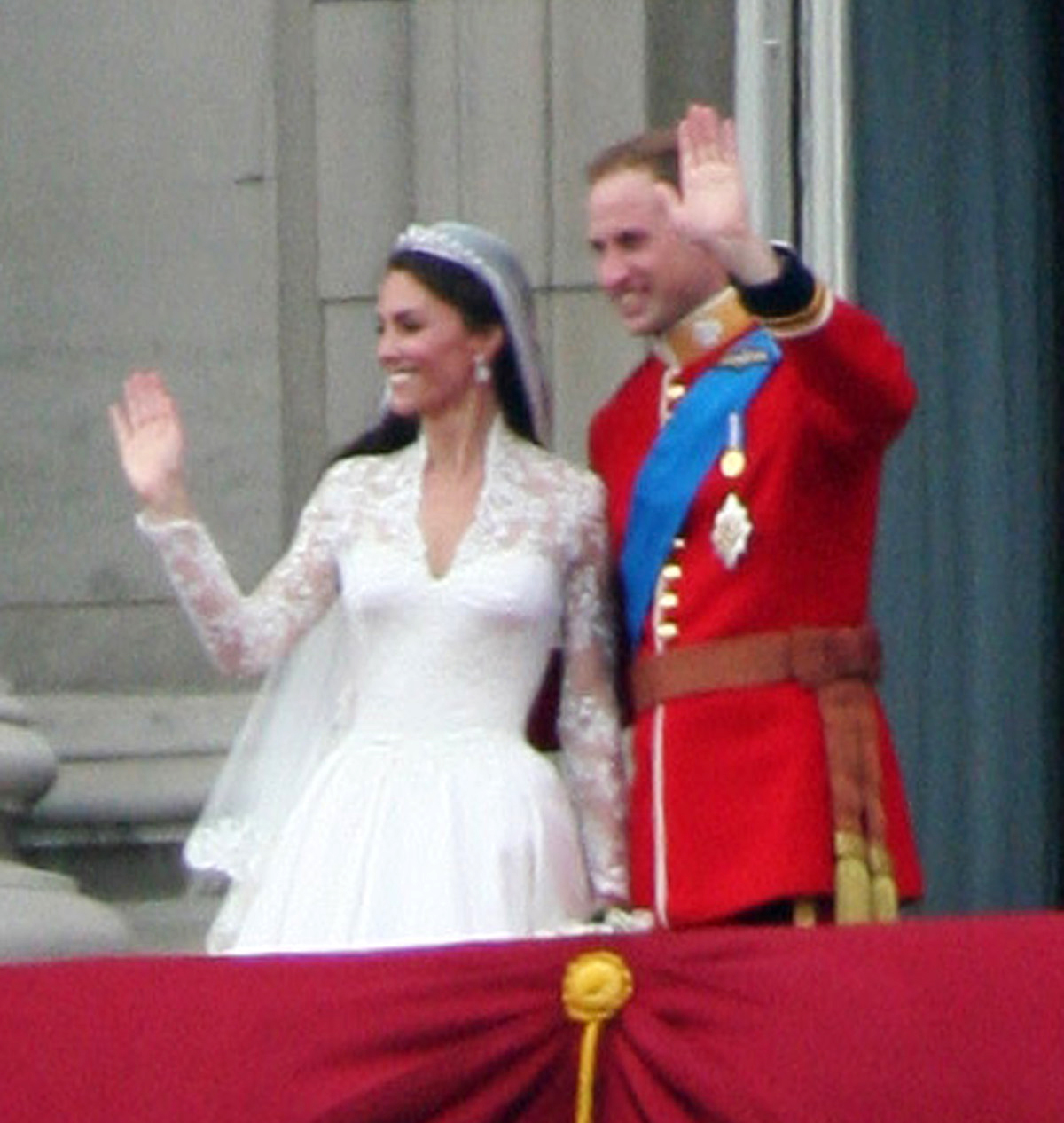
Fotografie ze svatby

S Williamem se seznámila na Univerzitě v St Andrews, kde si jí princ poprvé všiml, když předváděla oblečení na módní přehlídce. Jejich přátelský vztah postupem času přerostl ve vztah partnerský, přesto 14. dubna 2007 oznámil britský deník The Sun jejich rozchod, což během dne potvrdila i BBC. Svůj rozchod oba oznámili ve švýcarském Zermattu. Oficiální královské kruhy sdělily, že nebudou komentovat princův osobní život. Avšak již v červnu 2007 se objevily spekulace o obnovení jejich vztahu. To se potvrdilo v říjnu 2010, kdy se zasnoubili při návštěvě Keni. Britská královská rodina zásnuby oficiálně oznámila 16. listopadu 2010. Svatba se uskutečnila 29. dubna 2011 ve Westminsterském opatství.
První těhotenství vévodkyně z Cambridge bylo oznámeno 3. prosince 2012. Dne 22. července 2013 se manželům narodil syn George Alexander Louis, který obdržel jako rodilý člen královské rodiny a budoucí následník trůnu titul „princ“ a přídomek „z Cambridge“ podle titulu svých rodičů. V pořadí následnictví byl tehdy princ George třetí.
Dne 8. září 2014 oznámil Clarence House, že vévodkyně z Cambridge očekává druhého potomka. Dne 2. května 2015 se manželům narodila dcera Charlotte Elizabeth Diana, princezna z Cambridge. V pořadí následnictví trůnu byla čtvrtá.
Kensingtonský palác 4. září 2017 oznámil třetí těhotenství vévodkyně z Cambridge, jíž se 23. dubna 2018 narodil druhý syn Louis Arthur Charles, princ z Cambridge. V pořadí následnictví na britský trůn bylo třetí dítě na pátém místě. (Vysvětlit zdali je na pátém místě Arthur Charles nebo princ Harry. U obou se na Wikipedii píše,že jsou pátí)

### Zdravotní stav
V lednu 2024 podstoupila rozsáhlou operaci břicha. Dne 22. března 2024 oznámila, že trpí rakovinou a podstupuje preventivní chemoterapii.

## Prezentace na veřejnosti
Formálně byla Catherine Middleton představena veřejnosti 24. února 2011, tedy dva měsíce před svatbou, když spolu s princem Williamem navštívila ceremonii pojmenování lodi v Trearddur v severním Walesu. O den později se objevili v St Andrews, kde zahájili oslavy 600. výročí univerzity. Dne 16. února 2011 Clarence House oznámil, že první oficiální zahraniční návštěva bude v Kanadě. Ta se odehrála v červenci 2011.
V květnu 2011 Clarence House oznámil, že po návštěvě Kanady se pár vydá do Kalifornie, USA. Zavítali také do Dánska, kde s dánským korunním párem navštívili centrum UNICEF.
V září 2012 vévoda a vévodkyně z Cambridge navštívili Singapur, Malajsii, Tuvalu a Šalomounovy ostrovy v rámci královnina diamantového jubilea.
V dubnu 2014 se vydali i se synem Georgem do Austrálie a na Nový Zéland. Mimoto se zúčastnili také pietní ceremonie k připomenutí první a druhé světové války ve Francii a Belgii. V listopadu Clarence House oznámil, že pár v prosinci pojede do New Yorku.

## Tituly a jména

Královský monogram

### Tituly
Catherine je sňatkem princeznou Spojeného království a má nárok na oslovení Její královská Výsost. U příležitosti svatby 29. dubna 2011 se princ William stal vévodou z Cambridge a v souladu se zvyklostmi přejala Catherine jeho jméno. Na rozdíl od většiny předchozích královských nevěst, nepochází Catherine z královské nebo aristokratické rodiny a nemá vlastní titul. Jako členka britské královské rodiny nemá vévodkyně Catherine Elizabeth žádné příjmení, také není „princeznou Catherine“, protože tento titul před svým jménem mohou používat pouze osoby, které jej získaly narozením. Než se její manžel stal následníkem trůnu, byla obvykle oslovovaná jako „Její královská Výsost, vévodkyně z Cambridge“. Ve Skotsku byla titulována jako hraběnka ze Strathearnu. Severní Irsko bylo zastoupeno třetím titulem, baronka z Carrickfergusu.
Poté, co se otec manžela Williama princ Charles stal králem, Catherine automaticky zdědila tituly vévodkyně z Cornwallu a vévodkyně z Rothesay. Poté, co se stal princem z Walesu, užívá i Catherine titul princezny z Walesu.
- 9. ledna 1982 – 29. dubna 2011: slečna Catherine Middleton
- 29. dubna 2011 – 8. září 2022: Její královská Výsost vévodkyně z Cambridge, hraběnka ze Strathearnu a baronka z Carrickfergusu[52]
- 8. září 2022 – 9. září 2022: Její královská Výsost vévodkyně z Cornwallu a Cambridge[52]
- 9. září 2022 – doposud: Její královská Výsost princezna z Walesu a hraběnka z Chesteru[52]
- ve Skotsku od 8. září 2022 – doposud: Její královská Výsost vévodkyně z Rothesay, hraběnka z Carricku, baronka z  Renfrew a paní Ostrovů[52]

### Příjmení

Erb Catherine Elizabeth, vévodkyně z Cambridge

Rodným příjmením princezny Catherine bylo Middleton. Po sňatku s princem Williamem pak příjmení obvykle nepoužívá. Příjmením královské rodiny je od roku 1960 Mountbatten-Windsor, to je však primárně určeno potomkům královny Alžběty a prince Philipa bez přímého nároku na trůn, kterým nepřísluší oslovení „Jeho/Její Výsost“ a titul prince či princezny, proto jej nepoužívala ani v oficiálních dokumentech vydaných britskou vládou. Například v rodných listech jejích dětí, a to jak dcery Charlotte, tak synů George a Luise, je uvedena jako „Catherine Elizabeth Její královská Výsost vévodkyně z Cambridge“ (anglicky Catherine Elizabeth Her Royal Highness The Dutchess of Cambridge). Výjimkou byl například soudní spor s časopisem Closer před francouzským soudem, kde byli Catherine a její manžel označováni jako „pan a paní Mountbattenovi-Windsorovi“ (francouzsky Monsieur et Madame Mountbatten-Windsor).

## Předci

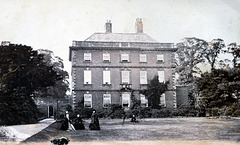
Čtyři po sobě jdoucí generace předků vévodkyně žily v Potternewton Hall Estate poblíž Leedsu

Otcem vévodkyně z Cambridge je Michael Middleton, syn kapitána Petera Middletona, který spolu se svými předky pocházel z Leedsu v Yorkshire. Její prababička z otcovy strany Olive Middleton (rozená Luptonová) a její sestřenice baronka von Schunck (rozená Kate Luptonová) byly členy rodiny Luptonových, kteří jsou popisováni jako zemští šlechtici a jako takoví byli pozváni na korunovaci krále Jiřího V. v roce 1911. V Potternewton Hall Estate, rodinném sídle, žily čtyři po sobě jdoucí generace předků vévodkyně, včetně prababičky vévodkyně Olive Middletonové, jejího otce, politika Francise Martineau Luptona, jeho matky, pedagožky Frances Luptonové a jejího otce, epidemiologa a chirurga Dr. Thomase Michael Greenhowa.
Předkové z matčiny strany, Harrisonové, byli dělníky a horníky ze Sunderlandu a hrabství Durham. Mezi předky její mateřské linie patří sir Thomas Conyers, 9. Baronet (1731–1810), který byl potomkem krále Eduarda IV. prostřednictvím jeho nemanželské dcery Elizabeth Plantagenetové. Další předkové z otcovy strany jsou Sir Thomas Fairfax (1475–1520) a jeho manželka Anne Gascoigne, která byla potomkem krále Eduarda III.